# Stadio Flaminio
Lo stadio Flaminio è un impianto sportivo polivalente di Roma.
Ubicato lungo viale Tiziano (strada che corre parallelamente a via Flaminia nel tratto compreso tra viale delle Belle Arti e ponte Milvio), nonostante il nome lo stadio appartiene amministrativamente al quartiere Parioli, alla cui estremità occidentale esso sorge, essendo il citato viale Tiziano adiacente al confine amministrativo con il quartiere Flaminio.
Progettato dall'architetto Antonio Nervi con la collaborazione ingegneristico-strutturale di suo padre Pier Luigi, fu realizzato tra il 1957 e il 1958 e vide la sua inaugurazione il 19 marzo 1959.
Costruito sull'area del preesistente stadio Nazionale, demolito nel 1957, lo stadio Flaminio fu destinato a ospitare gli incontri del torneo olimpico di calcio del 1960; secondo stadio della Capitale per capacità, ma il più capiente tra quelli privi di pista d'atletica, già dagli anni settanta fu utilizzato dalla nazionale italiana di rugby e dal Rugby Roma.
Fino al 2011 lo stadio ospitò anche gli incontri interni dell'Atletico Roma, società professionistica che militava in Lega Pro di calcio.
Inizialmente capace di più di 40000 spettatori, poi ridotti a meno della metà per adeguamento alle norme di sicurezza, poteva a tutto il 2011 ospitarne circa 30000 grazie a tribune provvisorie in materiale tubolare, installate a cura della Federazione Italiana Rugby (FIR) per garantire una maggiore affluenza in occasione degli incontri del Sei Nazioni; inutilizzato dal 2011 a favore dello stadio Olimpico per quanto riguarda le gare interne dell'Italia nel Sei Nazioni, dal 26 febbraio 2014 lo stadio è condotto dalla Federazione Italiana Giuoco Calcio (FIGC), a seguito della rinuncia della FIR a continuare a utilizzarlo (in delega dal CONI che ne aveva la gestione) per via degli eccessivi costi di rinnovamento.
L'impianto è oggetto di uno studio di ristrutturazione da parte della facoltà di architettura dell'università di Roma "la Sapienza", e da luglio 2018 è sotto tutela della soprintendenza speciale delle Belle Arti di Roma.

## Storia
Lo stadio Flaminio sorge esattamente nell'area su cui, fino al 1957, insisteva lo stadio Nazionale che, nei suoi ultimi anni di esercizio, era stato dedicato (ma non intitolato) alla squadra del Grande Torino, deceduta a Superga nel 1949.
Tale impianto, utilizzato dalle squadre calcistiche di Lazio e Roma, fu soppiantato nel 1953 dallo stadio Olimpico; inoltre, cedimenti nella struttura ne rivelarono l'inadeguatezza ai fini di un impiego nelle successive Olimpiadi del 1960, che il CIO aveva assegnato a Roma nel 1955.
Il concorso indetto nel 1956 per rimpiazzare lo stadio Nazionale richiedeva in maniera non negoziabile che il nuovo impianto dovesse non eccedere il perimetro di quello all'epoca esistente.
L'impresa aggiudicataria dei lavori fu la Nervi & Bartoli, di proprietà degli ingegneri Pier Luigi Nervi e Giovanni Bartoli, e il progetto designato fu quello di Antonio Nervi, figlio di Pier Luigi; i lavori iniziarono nel luglio 1957, immediatamente dopo la demolizione dello Stadio Nazionale.
A lavori ancora in corso, a gennaio 1958, il Comune di Roma, proprietario dell'area e dell'impianto, decise che il nome del nuovo stadio avrebbe dovuto essere “Flaminio” per renderlo identificabile anche a chi non fosse della città, non mancando di suscitare polemiche a Torino per via dell'abbandono del vecchio nome; il CONI, peraltro, si difese sostenendo che stadio Torino era una dedica, non un'intitolazione, e che l'organismo deputato a decidere il nome era il Comune di Roma, che non ratificò mai formalmente tale dicitura.

Lo stadio e il quartiere circostante negli anni sessanta

Alla fine del 1958 i lavori erano terminati; per rispettare i requisiti del bando di concorso i Nervi progettarono un impianto l'inclinazione delle cui tribune è maggiore del solito, in ragione del proprio ridotto spessore; furono costruite inoltre, sotto le tribune, una piscina coperta per allenamenti, lunga 25 metri e larga 10 e cinque palestre per pugilato, ginnastica e atletica pesante.
La struttura è completamente in cemento armato a vista, e prevede copertura solamente nella zona centrale della tribuna principale: tale copertura fu realizzata tramite una pensilina parzialmente prefabbricata.

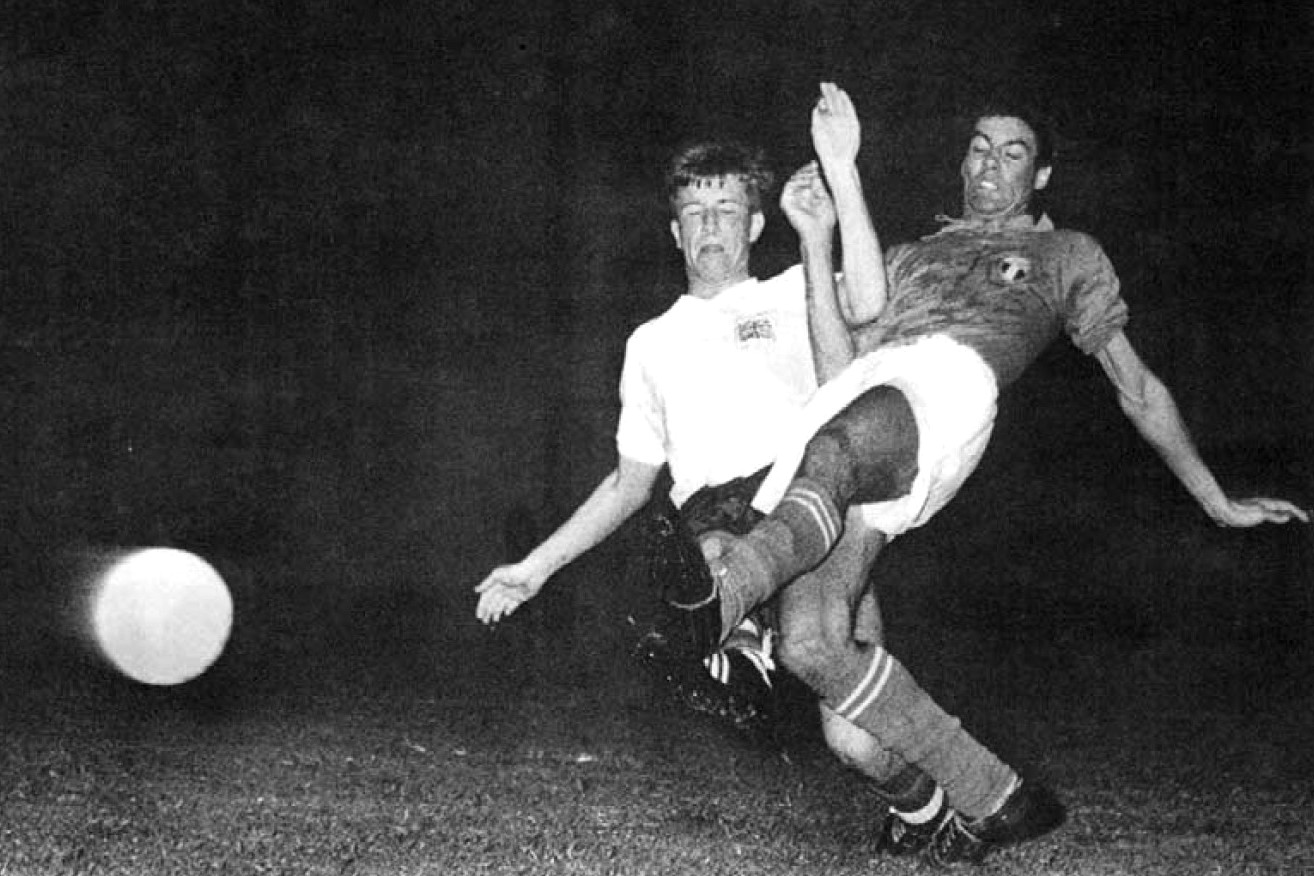
Una fase di – durante il torneo olimpico 1960: l'italiano Salvadore in contrasto su Bobby Brown

Gli elementi di sostegno della pensilina sono pilastri inclinati che si appoggiano alla struttura esterna dello stadio, installati in opera; la mensola, prefabbricata, aggetta 14 m.
L'inaugurazione avvenne il 19 marzo 1959 in diretta televisiva; l'evento sportivo in occasione del quale lo stadio fu inaugurato fu un incontro amichevole tra le rappresentative dilettantistiche calcistiche di Italia e Paesi Bassi; telecronista dell'incontro fu Nicolò Carosio.
All'epoca dell'inaugurazione l'impianto era dotato di 114 posti per i giornalisti e 12 cabine per i radiocronisti, ubicate immediatamente sotto la tettoia di copertura, oltre che di una moderna sala stampa con cabine telefoniche e una sala telescriventi.
L'impianto d'illuminazione, realizzato dalla milanese Compagnia Generale di Elettricità, prevedeva quattro tralicci ciascuno dei quali equipaggiato con 60 riflettori (i più bassi a 42 metri di altezza, i più alti a 60) per un totale di 420 kw di potenza e una capacità di illuminazione di più di 300 lx in ogni zona del terreno.
La Siemens Italia fornì le apparecchiature audio, mentre la società De Micheli curò le soluzioni di riscaldamento dei locali interni e di depurazione acqua e di riscaldamento della piscina.
Le dimensioni massime dello stadio erano 181 m in lunghezza per 131 in larghezza, e l'area complessivamente coperta era di circa 21600 m²; il campo, in erba, misurava 105 m in lunghezza per 70 in larghezza.
Lo stadio era capace di 42000 posti, 8000 dei quali coperti.
I lavori durarono poco meno di un anno e mezzo e il costo totale dell'impianto fu di circa 900 milioni di lire dell'epoca.
Nel 1960 il Flaminio ospitò un girone e le fasi finali del torneo olimpico di calcio; le sue caratteristiche lo resero un'alternativa, dopo le Olimpiadi, al vicino stadio Olimpico; pur essendo di questo meno capiente (di poco meno della metà), era comunque il più grande impianto di Roma privo di pista d'atletica.

### Impiego come stadio per il rugby
Con l'Olimpico ormai destinato al calcio professionistico il Flaminio fu utilizzato in maniera più o meno regolare dal rugby: in tale impianto, infatti, dai primi anni settanta disputarono i propri incontri interni sia la S.S. Roma che la Rugby Roma, all'epoca sponsorizzata Algida; anche la nazionale iniziò a usare regolarmente tale stadio dal 1975, a 21 anni di distanza dal più recente incontro nella Capitale e, come la volta precedente, in occasione di un match di Coppa Europa contro la Francia.

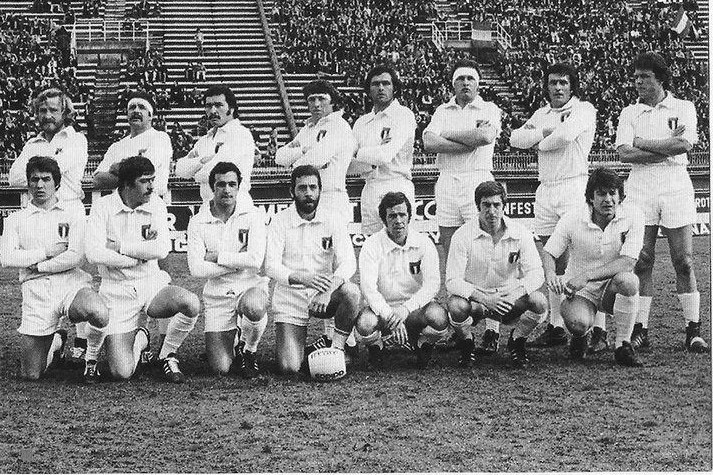
La formazione di rugby dell’ che affrontò la a febbraio 1975 al Flaminio

Negli anni ottanta il Flaminio tornò a essere saltuariamente utilizzato per il calcio, dalla Lazio per i suoi incontri di Coppa Italia e come impianto interno fisso dalla Lodigiani, all'epoca terza società professionistica calcistica della Capitale, nel frattempo giunta fino alla Serie C2 e, in seguito, anche alla C1.
Nella stagione sportiva 1989-90 fu usato congiuntamente da Lazio e Roma stante l'inagibilità dello stadio Olimpico a causa dei lavori di risistemazione in vista del campionato del mondo del 1990; in via eccezionale ospitò nell'agosto 2006, a tutt'oggi per l'ultima volta, un incontro ufficiale della Lazio, per l'occasione nel primo turno di Coppa Italia contro il Rende.

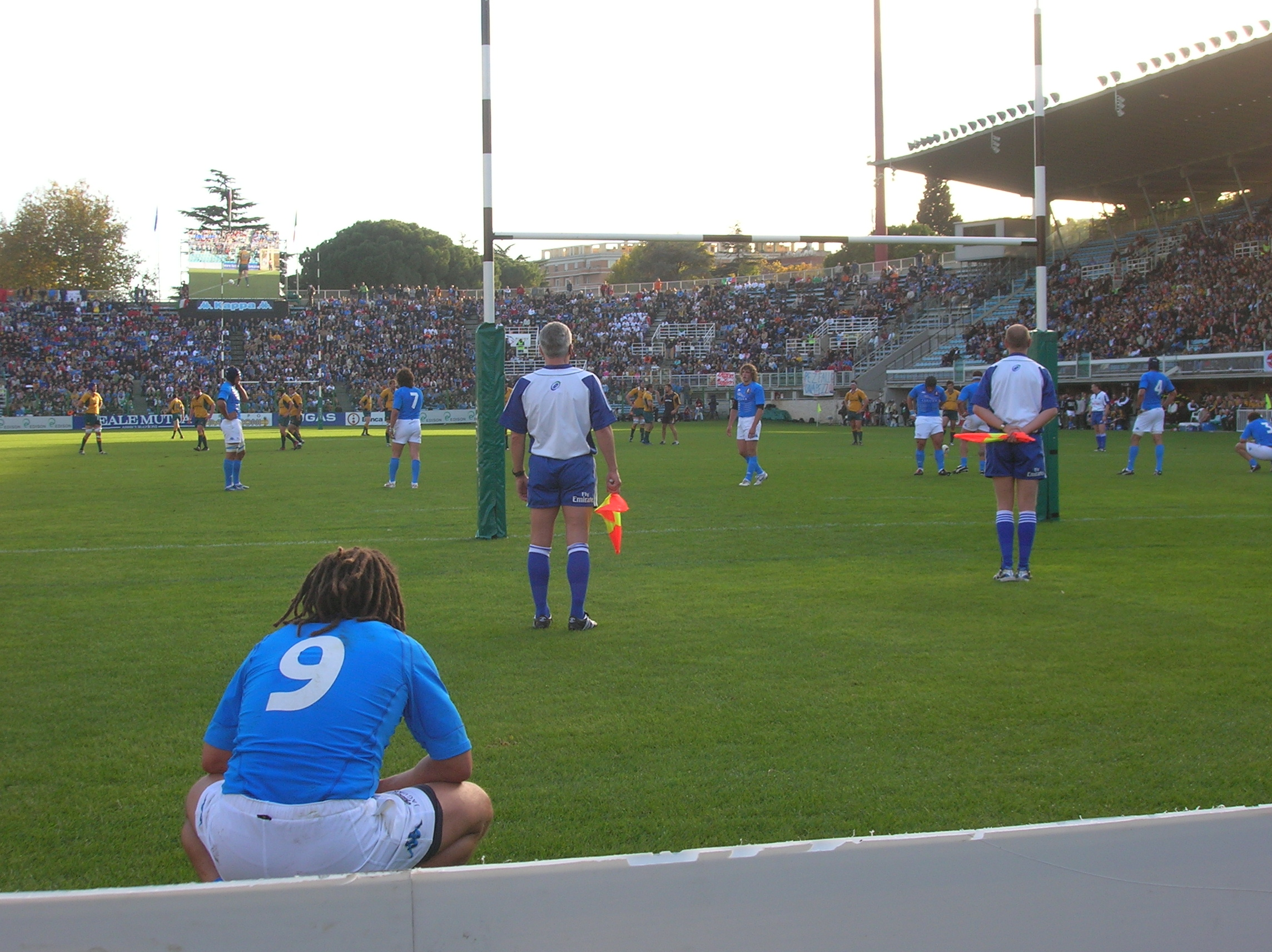
Una fase di -, test match di rugby del 2006

Con l'ammissione dell'Italia al torneo rugbistico del Cinque Nazioni, rinominato dal 2000 Sei Nazioni in ragione dell'allargamento, la FIR scelse lo stadio Flaminio quale impianto per gli incontri interni; la struttura, nel frattempo ridotta a circa 24000 posti dopo l'adeguamento a nuove norme di sicurezza, fu sottoposta ad alcune misure per aumentarne la capienza: furono installate lungo la curva nord e la tribuna scoperta alcune gradinate aggiuntive sorrette da una struttura tubolare, anche se non è mai venuta meno la necessità di ricorrere a interventi permanenti per ripristinare l'originaria capienza di circa 40000 posti; in attesa dei lavori la FIR spostò le gare interne dell'Italia allo Stadio Olimpico a partire dal Sei Nazioni 2012, scelta in seguito divenuta definitiva.
In tale periodo la concessione di gestione era affidata al CONI, che la deteneva dal 1997, sebbene la FIR ne avesse la conduzione in delega, poi formalizzata con relativa delibera comunale a partire dal 2008 e sollevamento del CONI dagli oneri di gestione.
A parte ospitare la Nazionale durante il Sei Nazioni lo Stadio Flaminio fu in diverse occasioni sede della finale di campionato: la prima volta dall'introduzione dei playoff fu nel 1988, quando Rovigo batté il Benetton Treviso 9-7; successivamente, nel 2000, il Flaminio fu teatro di una delle finali con la maggiore affluenza nella storia del playoff (15000 spettatori) e che vide il Rugby Roma prevalere contro L’Aquila e vincere il suo quinto scudetto; infine, nel 2009, quando la FIR decise per la prima volta di unificare a Roma tutte le finali dei vari campionati (Super 10, Serie A, Femminile), al Flaminio il Benetton vinse il suo quattordicesimo scudetto battendo il Viadana.
Lo stadio Flaminio ospitò anche gli incontri interni dell'Unione Rugby Capitolina nel periodo in cui questa militò in massima divisione (fino al 2009); fu altresì l'impianto interno della squadra di calcio dell'Atletico Roma, che militava fino al 2011 in Lega Pro Prima Divisione (già serie C1).

### Altri eventi
Lo stadio si è prestato, in passato, anche a essere utilizzato come sede di concerti, in particolare tra la fine degli anni ottanta e l'inizio dei novanta; in tale periodo spicca il 1987 che, nel giro di poche settimane, vide in sequenza esibirsi gli U2 come tappa d'apertura europea del Joshua Tree Tour, i Duran Duran, Prince e David Bowie, per la prima volta in Italia.
Nel 1988 e nel 1992 fu Michael Jackson a esibirsi al Flaminio, mentre nel 1990 fu la volta dei Rolling Stones, a otto anni di distanza dalla loro ultima serie di concerti italiani.

### I lavori di ristrutturazione
In base all'articolo 10 del Codice dei beni culturali e del paesaggio del 2004 lo stadio Flaminio è un bene di interesse artistico e storico sotto tutela a partire dal 2008, cinquantesimo anno dal suo completamento; gli eredi di Pier Luigi Nervi, tramite la fondazione che porta il suo nome, detengono la proprietà intellettuale e i diritti morali sull'opera e, in forza di ciò, hanno espresso contrarietà ai vari piani di ristrutturazione presentati dal Comune di Roma.
Un primo piano presentato alla fine del 2010 non ebbe pratica attuazione tanto che ancora nel 2012 non era iniziato alcun lavoro di ristrutturazione dello stadio, e anche un successivo progetto dell'architetto Renzo Piano per la riqualificazione dell'area, incluso lo stesso stadio, rimase lettera morta.
Nel frattempo la FIR, di fatto definitivamente migrata allo stadio Olimpico, non aveva più manifestato alcun interesse a condurre il vecchio impianto e la FIGC, a ottobre 2013, iniziò delle trattative con il comune di Roma tramite il suo assessore allo sport, Luca Pancalli, al fine di acquisire la gestione dello stadio per ristrutturarlo a proprie spese e farne un centro di allenamento, un museo e non escludendo l'ipotesi di renderlo l'impianto interno delle Nazionali di calcio giovanili dalla Under-21 a scendere; la convenzione con la FIGC divenne operativa il 26 febbraio 2014 dopo la formalizzazione della F.I.R. alla rinuncia alla gestione dello stadio nel corso della stessa seduta della giunta comunale che deliberò la nuova destinazione.
A luglio 2017, rispondendo a un concorso per un progetto di riqualificazione dell'impianto bandito dal comune di Roma, la facoltà di architettura dell'Università "La Sapienza" predispose un piano conservativo destinatario di un finanziamento di 161000 $ (~137000 €) da Getty Foundation; a luglio 2021 il piano, una relazione multidisciplinare di circa 600 pagine, è stato pubblicato da Getty e reso disponibile al pubblico.
Altri progetti di recupero, ancora oggetto di valutazione, sono stati presentati tra il 2024 e il 2025 dalla Roma Nuoto e dalla Società Sportiva Lazio, la quale ambisce alla gestione dell'impianto e alla sua adozione quale sede degli incontri interni della sua prima squadra.

## Incontri internazionali di rilievo

### Calcio
| Arbitro: | Concetto Lo Bello |

|                               |           |                |
| Galić 1’ Matuš 11’ Kostić 69’ | Marcatori | 90’ F. Nielsen |

### Rugby a 15
| Arbitro: | Jonathan Kaplan |

|                                          |      |                             |
| G. De Carli 79’                          | mt   | 36’ Bulloch 80+2’ M. Leslie |
| Domínguez 79’                            | tr   | 36’ Logan 80+2’ Townsend    |
| Domínguez 23’, 32’, 39’, 40+3’, 53’, 64’ | c.p. | 58’ Townsend                |
| Domínguez 42’, 47’, 68’                  | drop | 18’ Townsend                |

| Arbitro: | Bryce Lawrence |

|                                         |      |                     |
| Masi 60’                                | mt   | 15’ Clerc 51’ Parra |
| Mirco Bergamasco 60’                    | tr   | 15’ Parra           |
| Mirco Bergamasco 3’, 24’, 64’, 70’, 76’ | c.p. | 20’, 45’, 68’ Parra |